# Fortaleza Protectora Argentina
La Fortaleza Protectora Argentina o Fuerte Argentino fue fundada el 11 de abril de 1828 por el coronel Ramón Bernabé Estomba, siendo el origen de la ciudad de Bahía Blanca, en la provincia de Buenos Aires, Argentina.

## Antecedentes
En diciembre de 1823 el gobierno de Buenos Aires envió a José Valentín García a la bahía Blanca con el fin de reconocerla en busca del lugar adecuado para un puerto. García publicó los resultados en el Registro Estadístico de la Provincia de Buenos Aires el 16 de febrero de 1824.
En 1824 el gobernador Martín Rodríguez realizó una campaña militar contra los indígenas, llegando hasta la bahía Blanca. Iba con él el comerciante Vicente Casares, contratado para realizar la fundación, pero el gobernador la consideró impracticable y rescindió el contrato. 
El proyecto fundacional se vio impulsado por Bernardino Rivadavia durante la Guerra del Brasil, cuando la flota brasileña intentó ocupar Carmen de Patagones en marzo de 1827.
El gobernador coronel Manuel Dorrego dispuso el cumplimiento de la ley del 12 de diciembre de 1827 que ordenaba establecer una nueva línea de fronteras en el sur y ordenó al comandante general de la frontera, Juan Manuel de Rosas, que se dirigiera al Fuerte Independencia (actual Tandil) y de allí a la bahía Blanca para fundar un fuerte. Pero la orden se postergó brevemente por el pedido de Rosas sobre el envío de técnicos.

## La expedición fundadora

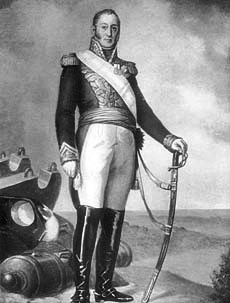
Ramón Bernabé Estomba.

El coronel Ramón Bernabé Estomba, jefe del Regimiento 7° de Caballería de Línea que guarnecía el Fuerte de la Independencia, fue designado como jefe de la expedición fundadora en noviembre de 1827. Rosas informó el 16 de enero de 1828 que la expedición estaba lista para marchar. El 8 de marzo Estomba y el ingeniero militar Narciso Parchappe, designado director técnico de la fundación, se encontraron en el Fuerte Independencia y dos días después Parchappe viajó como avanzada a la bahía Blanca con una escolta de 25 coraceros, comandados por el teniente coronel Andrés Morel, junto con 30 indígenas amigos.
El 21 de marzo de 1828 Parchappe llegó a destino y escribió:

Llegaba al término de mi viaje. Al placer de haberlo logrado sin accidentes, se reunía el de contemplar el océano, que yo no veía desde hacía varios años y cuya superficie azulada hacía contraste con el aspecto amarillento y triste de las planicies que recorría desde hacía tanto tiempo. El baqueano que había tomado la delantera, vino a advertirme que había percibido un buque de dos mástiles anclado en la bahía; no podía ser otro que la embarcación enviada de Buenos Aires, con los materiales propios para la construcción con que se debía levantar el nuevo fuerte; todo concurría a asegurar el éxito de la empresa, y fui aliviado de un gran peso viendo disiparse las inquietudes que yo había alimentado hasta entonces sobre el resultado de mi misión. Caminamos aún una legua al O.N.O. a través de terrenos minados y cubiertos por chañares; después, habiendo descubierto las pendientes que bordean la fuente de la bahía Blanca, en una planicie extendida entre sus pies y la playa de la bahía, llegamos al borde de un pequeño arroyo, que supimos después era el Napostá de los indios. Acampamos en medio de un buen campo de pastoreo, resueltos a quedarnos provisoriamente en ese sitio, hasta que un más amplio reconocimiento de la bahía nos permitiera elegir el sitio para el fuerte proyectado.

La nave que llevó los materiales era la ballenera Luisa, comandada por el piloto Laborde.
Al conocer los indígenas del lugar la llegada de los expedicionarios, se movilizaron hacia ellos. Esto le fue comunicado a Parchappe por el cacique aliado boroga Venancio Coñoepán, y escribió al respecto el 27 de marzo:

A nuestro arribo el cacique Venancio había enviado un mensaje a su lugarteniente Montero, acampando con el resto de su gente en las cercanías del río Colorado; llegó, al anochecer, acompañado de un enviado del mismo Montero. Estos indios nos informaron haber visto nueve hombres a caballo en dirección a la Cabeza de Buey; los suponían espías o vanguardia de indios enemigos, que aseguraban venían en gran número con intención de atacarnos y de oponerse, con todo su poder, a nuestra instalación, mirada por ellos como una usurpación a sus posesiones; lo anunciaban, además, como conocedores de nuestra poca fuerza y no ignorando que el resto de la expedición no llegaría hasta pasado un tiempo. Lo que parecía justificar las precauciones e indicar un peligro real era que el cacique Venancio parecía atemorizado; reunió en asamblea a todos los suyos y mantuvo consejo durante toda la noche. Nuestra posición parecía tornarse más crítica y despachamos al día siguiente un expreso al coronel Estomba instándolo a apresurar la marcha y de enviarnos refuerzos de tropa.

El 9 de abril Estomba avisó de su llegada con el 7° regimiento de caballería de línea, 2 piezas de artillería y muchas carretas con elementos para la construcción del fuerte y víveres.

## Fundación
El 9 de abril de 1828 llegó Estomba y se procedió a levantar un acta de fundación:

En la Fortaleza Protectora Argentina a nueve de Abril de 1828 reunidos en la tienda del Cnel. Ramón Estomba Jefe de la Expedición de Bahía Blanca el Teniente Coronel Andrés Morel, los Sarg. Mayores del Valle y Juan de Elías, el Cap. Martiniano Rodríguez, el Ingeniero agrimensor Narciso Parchappe y los vecinos pobladores Nicolás Peres, Pablo Acosta y Polidoro Coulin para tomarles su parecer sobre el lugar en que debe situarse la Fortaleza y Población, combinieron de opinión unánime que la posición elegida por el Sr. Parchappe, y aprobada por el referido Coronel es la mejor que puede presentar la Campaña en esta parte de la Costa por la inmediación de su buen Puerto, y la reunión de un Río, de excelente agua; y la mejor tierra vegetal, pastos abundantes; combustible para muchos siglos; por cuya reunión de circunstancias está llamado a ser algún día uno de los establecimientos de más interés para la Provincia de Buenos Aires.

Firmado R. Estomba - Andrés Morel — Narciso del Valle - J. de Elías — Nicolás Peres - Pol. Coulin — Narc. Parchappe - Mart. Rodríguez - Pablo Acosta.
Acta fundacional

El 11 de abril terminó de llegar la expedición y se procedió a realizar la fundación.
Como el material transportado fue insuficiente, se envió la embarcación a Carmen de Patagones en busca de más materiales. Una goleta partió desde la Ensenada de Barragán para sumarse a la expedición. 
El 19 de mayo llegaron animales y un decreto del gobierno señalando 100 leguas cuadradas como territorio jurisdiccional del fuerte. 
Estomba decidió llamar a la fortaleza como Protectora Argentina y al puerto como de la Esperanza. El ministro de guerra Juan Ramón Balcarce dispuso el 3 de mayo que la fundación se llamase Nueva Buenos Aires, pero el nombre se olvidó rápidamente.

## Construcciones
La construcción del fuerte demandó cuatro meses. El fuerte tenía forma cuadrangular, con cuatro bastiones de 65 metros de longitud según los puntos cardinales. Los muros eran de 4 metros de altura y otros tanto de espesor. Un foso de 5 metros de ancho y lo mismo de profundidad rodeaba al fuerte. Hacia el noroeste se hallaba el única portón de madera con un puente levadizo.
Completaban la construcción los edificios de la Comandancia, del cuerpo de guardia y tropa, polvorines, cuarteles y en el centro un mangrullo.

## Primeros años
En julio de 1828 Parchappe regresó a Buenos Aires, mientras que Estomba se plegó a la revolución de Juan Lavalle contra Manuel Dorrego, partiendo en enero de 1829 hacia Tandil y quedando como comandante el teniente coronel Andrés Morel. 
El 25 de agosto de 1828 la fortaleza fue atacada por Pablo Pincheira y sus aliados indígenas, participando en la defensa Venancio Coñoepán y el capitán Juan de Dios Montero:

En la madrugada del 25 del actual vinieron los bárbaros a estrellarse contra la Fortaleza, en número de 400 a 450 hombres, entre ellos como 100 de tercerola; teníamos avisos anticipados y los esperamos desde medianoche; hice formar fuera a caballo la tropa disponible, en su totalidad 130 hombres y con los indios amigos del cacique Venancio y el capitán Montero, salimos a encontrarlos; ellos aguardaban y resistieron la carga pero el fuego de una pieza de que sacamos con nosotros los hizo retirarse, después de haber dejado en el campo 8 a 10 hombres.
Parte de Estomba

En febrero de 1829, al producirse la sublevación unitaria de Juan Lavalle, el comandante de la Fortaleza Protectora Argentina, el teniente coronel Morel, se plegó a ella e intentó dirigirse al Fuerte Independencia con el cuerpo de coraceros, los auxiliares de Venancio Coñoepán y los borogas. Al llegar al Arroyo Napostá Grande se produjo una sublevación pro rosista de los indígenas que comandaba Morel, quien murió durante la misma junto con 50 coraceros. El sargento mayor Narciso del Valle quedó a cargo de la comandancia de la fortaleza.
El 5 de agosto de 1834 se dictó el Decreto N° 1270 que fijó el ejido de la Fortaleza o Fuerte Argentino:

Buenos Aires, Agosto 5 de 1834.
No pudiendo estenderse por el Este y Sud las cuatro leguas del égido del Fuerte Argentino, designado por el artículo 1.° del decreto de 9 de Junio de 1832, en razon de tocar con el mar por una parte, y por otra con los cangrejales accesorios, el Gobierno acuerda y decreta:
Art. único. El éjido, que por decreto de 9 de Junio de 1833, fue señalado á la poblacion del Fuerte Protector Argentino, se estenderá limitado por uno de sus lados, por la Costa Occidental del Sauce Grande, desde sus nacientes en la Sierra de la Ventana hasta su desembocadura en el mar, con la altura correspondiente hácia el mismo Fuerte.
Comuniquese al Departamento Topográfico y publiquese.
Viamont.

Tras la inesperada partida de Parchappe arriba como nuevo ingeniero topógrafo el teniente coronel Antonio Manuel de Molina, a quien le competirá finalizar las tareas de construcción del fuerte, realizar en 1834 el primer plano de la ciudad y construir en 1836 bajo órdenes de Juan M. de Rosas la primera iglesia "Nuestra Señora de la Mercedes", "redentora de los cautivos cristianos" (actual Catedral, que al año siguiente de su construcción fuera derribada por un huracán).

## Campaña de Rosas al Desierto
Sabiendo Rosas que Manuel Bulnes estaba preparando en Chile una expedición en contra de Chocorí, delineó en septiembre de 1832 un plan de conquista basado en una expedición que debía partir desde la Fortaleza Protectora Argentina. Posteriormente el plan fue modificado y Rosas partió de San Miguel del Monte el 22 de marzo de 1833 con unos 2.000 expedicionarios. 
El 1 de mayo la expedición acampó sobre el río Sauce Chico. Desde allí Rosas viajó con su escolta hasta la Fortaleza Protectora Argentina en viaje de inspección de las municiones allí almacenadas y para recoger los pertrechos llegados por barco desde Buenos Aires, para lo que había despachado un día antes las carretas. Allí Rosas recibió noticias: el regreso de la columna del centro, que nada se sabía de la columna de Aldao y que el cacique Chocorí ya estaba alertado de la expedición en su contra. A la fortaleza llegaron también por mar soldados de refuerzo.
Una vez concluida la expedición a principios de 1833, la fortaleza quedó reforzada con una guarnición de 300 hombres al mando de Martiniano Rodríguez.
La población fue visitada por Charles Darwin en su periplo por Sudamérica en septiembre de 1833.
El 16 de noviembre de 1834 fue creado por decreto el Partido de Bahía Blanca al establecerse un juez de paz.

N.° 1273 Estableciendo el Juzgado de Paz de Bahia Blanca.
Buenos Aires, Setiembre 13 de 1834.
En conformidad con los artículos 8.° y 9.° de la ley de 24 de Diciembre de 1821, el Gobierno ha acordado y decreta:
Art. 1.° Se establece por ahora un Juzgado de Paz para todo el distrito compresivo á la Fortaleza de Bahia Blanca y sus adyacencias.
2.° Sus atribuciones serán las mismas de los demás Jueces de Paz de la Provincia.
3.° Queda nombrado Juez de Paz de la Bahia Blanca, por el resto del presente año, don Francisco Casal.
4.° Comuniquese y publiquese.
Viamont.

En 1835 fue creada la parroquia de Nuestra Señora de la Merced.

## Calfucurá y Coñoepán
El 9 de septiembre de 1834 el cacique Calfucurá efectuó la masacre de Masallé sobre los borogas, por lo que estos reaccionaron auxiliados por tropas de la Fortaleza Protectora Argentina y sus auxiliares indígenas encabezados por Venancio Coñoepán, obligando a Calfucurá a huir por el camino de Chalileo.
El boroga Cañiuquir proyectó una invasión y una partida de soldados fue atacada, por lo que Rosas dirigió contra ellos dos avances de la guarnición de blandengues de la Fortaleza Protectora Argentina y sus auxiliares indígenas, derrotándolos en Guaminí y Languillú y matando a 650 borogas (entre ellos a Cañiuquir), tomando 900 prisioneros, rescatando el ganado y a los cautivos. Al regresar a la fortaleza unos 800 auxiliares aliados se sublevaron, mataron a cuantos cristianos encontraron, entre ellos dos oficiales y 70 soldados, y apresaron a Venancio Coñoepán.
En la primavera de 1836 el cacique boroga Railef, procedente de Chile, realizó un malón con 2.000 guerreros con la finalidad de atacar a Calfucurá y vengar la matanza de borogas hecha por éste en Masallé en 1835. Se desvíó de su objetivo y atacó las tolderías de indígenas aliados del gobierno en la zona del Arroyo Napostá y Río Sauce Chico y luego la fortaleza defendida por los coroneles Zelarayán y Rodríguez, matando a muchos soldados. Luego se dirigieron a Tapalqué, atacando el 1 de octubre y logrando robar 100.000 cabezas de ganado. Calfucurá los atacó en Queutrecó, matando a Railef y a 1.500 guerreros.
Calfucurá asistió con guerreros a Rosas en la Batalla de Caseros el 3 de febrero de 1852, que culminó con la caída de Rosas y el ascenso del triunfante gobernador de Entre Ríos Justo José de Urquiza. Al día siguiente Calfucurá, de acuerdo con pampas y ranqueles, atacó la fortaleza con 5.000 guerreros y le puso sitio. 
En 1859 el ministro de Guerra del Estado de Buenos Aires, el general José Martínez Zapiola, organizó el Ejército de Operaciones del Sur para enfrentar a Calfucurá, el cual tenía una división en el Fuerte Independencia y otra en la Fortaleza Protectora Argentina.
El 19 de mayo de 1859 se produjo un ataque al fuerte con aproximadamente 3.000 guerreros, comandados por Calfucurá, Catricurá, Antemil y Cañumil.
A fines de agosto de 1870 indígenas de Calfucurá hicieron un malón en la zona de la fortaleza, robando unas mil cabezas de ganado. El comandante teniente coronel José Llano logró desbaratar el ataque. Poco después Namuncurá intentó un nuevo ataque con 2.000 guerreros, que fue repelido.

## Bahía Blanca
En 1856 llegaron inmigrantes a instalarse en la zona de la bahía Blanca, fundando la Colonia Nueva Roma. La conquista del Desierto de Julio Argentino Roca y la llegada del ferrocarril en 1885 iniciaron el despegue poblacional de la fortaleza, convertida en la ciudad de Bahía Blanca en 1895.